# Go-Toba-in no Shimotsuke
Go-Toba-in no Shimotsuke (jap. 後鳥羽院下野 Go-Toba-in no Shimotsuke; znana także jako Shinano, zm. po 1257) – japońska poetka, tworząca w okresie Kamakura. Zaliczana do Trzydziestu Sześciu Mistrzyń Poezji.
Dama dworu cesarza Go-Toby. Córka Hōribe no Masanaki, siostra Narimochiego. Około 1204 poślubiła Minamoto no Ienagę. Przynajmniej do 1251 r. brała udział w organizowanych na dworze cesarskim konkursach literackich.
Dwadzieścia pięć utworów autorstwa Shimotsuke zamieszczonych zostało w cesarskich antologiach poezji, w tym dwa w Shinkokin wakashū.